# Hibridación de energías renovables
La hibridación de energías renovables consiste en la combinación de, al menos, dos fuentes diferentes de energía de origen renovable y/o almacenamiento, que comparten un mismo punto de conexión y acceso a la red eléctrica o a la red interna de un consumidor.
El objetivo de este sistema de hibridación es crear sistemas energéticos más estables, eficientes, confiables y flexibles, que maximicen la producción energética y minimicen las fluctuaciones en el flujo de  generación, inherente a algunas fuentes de energía renovables. La combinación de diferentes fuentes puede mejorar la capacidad de respuesta ante demandas energéticas cambiantes y aumentar la eficiencia de la generación de energía.

## Historia
La hibridación de energías renovables surge en los primeros años del siglo XXI, en un contexto económico, político y social marcado por la creciente conciencia sobre los impactos ambientales y económicos de la producción de energía basada en combustibles fósiles.
Debido a la necesidad de mitigar los efectos del cambio climático y en un contexto en el que la descarbonización de la economía se erige como una prioridad para naciones y organismos internacionales, surge la necesidad de ampliar significativamente las infraestructuras de energía renovable. Para llevar a cabo esta expansión, resulta esencial disponer de puntos de conexión y acceso a la red eléctrica. No obstante, en algunos segmentos de dicha red, se presentan limitaciones técnicas que dificultan la obtención de dichos puntos de conexión y acceso. 
Es en este escenario donde entra en juego el concepto de hibridación. La hibridación se postula como una solución viable al permitir la convergencia de diversas tecnologías de generación en un mismo punto de conexión ya otorgado, lo que da lugar a la optimización del factor de carga. Esta combinación de tecnologías posibilita la producción de energía en momentos distintos, lo que a su vez incrementa la eficiencia y utilidad del sistema en su conjunto. 
A medida que la energía solar y eólica se expanden en la primera década del siglo XXI, comienzan a combinarse diferentes fuentes de energía renovable con el objetivo de abordar el desafío producido por la intermitencia en la generación de energía.  
Posteriormente, la evolución de los sistemas de almacenamiento de energía y su implantación en este tipo de proyectos, consigue que la hibridación de renovables se vuelva aún más efectiva. El exceso de energía obtenida en picos de producción queda almacenado en un sistema de baterías a la espera de ser vertido a la red en momentos de baja producción.
Uno de los proyectos pioneros en hibridación de energía renovable fue Gorona del Viento, una central puesta en marcha en 2014 en la isla de El Hierro, que combina la energía hidroeléctrica, energía eólica y sistemas de almacenamiento.

## Tipos de instalaciones híbridas
La combinación de las distintas fuentes que den lugar al sistema de hibridación está basada en la complementariedad y depende del entorno geográfico en el que se ubica la planta de generación de electricidad. El objetivo es crear una planta que garantice un ritmo constante de producción.
Algunos tipos de hibridación:
- Eólica y solar.
- Solar e hidráulica.
- Hidráulica y eólica.
- Solar y biomasa.
- Solar y geotermia.
- Hibridación de tecnologías marinas (energía de las olas y corrientes y energía eólica offshore).
- Hibridación con almacenamiento de energía: se agregan sistemas de almacenamiento a las instalaciones de energías renovables, permitiendo capturar el exceso de energía durante periodos de alta generación para liberarla cuando la producción es baja.

La hibridación de energías renovables puede llevarse a cabo en una planta ya existente mediante la incorporación de nuevos módulos de generación, o bien a través de la creación de una planta 100% híbrida desde su origen.

## Ventajas de la hibridación de energías renovables
La hibridación de energías renovables ofrece una serie de ventajas que pueden mejorar la eficiencia, la sostenibilidad y la resiliencia de los sistemas de generación de energía:
- Reducción de la imprevisibilidad asociada a las energías renovables. Si una de las fuentes permanece inactiva, se recurre a la generación de la fuente activa, garantizándose así la potencia en el punto de suministro.
- Ahorro económico, optimización de recursos y de infraestructura al reducir la inversión necesaria para conectarse a la red en el caso de hibridación de plantas ya existentes.
- Mejora el factor de carga y el rendimiento de la instalación.
- Reduce el impacto ambiental al aprovecharse instalaciones ya existentes y no ser necesario acometer tanta ampliación en la red para aumentar la penetración de renovables en el sistema.
- Mayor capacidad de gestión energética en el caso de hibridación con almacenamiento de energía. Esta capacidad de gestión permite evitar, en gran parte, la pérdida de energía renovable que pueda darse por la imposibilidad de inyectar a la red toda la energía producida en ese momento.
- En caso de que haya alguna restricción de acceso por falta de capacidad en la red, la hibridación es la solución para inyectar nueva energía renovable.
- Generación de un mayor número de puestos de trabajo e inversión en zonas locales que una planta convencional por capacidad de acceso.